# Pygopleurus vulpes
Pygopleurus vulpes es una especie de coleóptero de la familia Glaphyridae.

## Distribución geográfica
Habita en Rusia y Turquía.